# کوه کوتیکا
کوه کوتیکا (به فرانسوی: Montagne Kotika) یک کوه در گویان فرانسه است. کوه کوتیکا ۷۴۴ متر بالاتر از سطح دریا واقع شده‌است.